# Guitar Legends
Guitar Legends (Through the Electric Age) – muzyczny film dokumentalny z 1992 r. zrealizowany podczas Koncertu Guitar Legends Seville na Expo '91 w Sewilli.

## Obsada
Albert King, B.B. King, Bo Diddley, Bob Dylan, Brian May, Nuno Bettencourt, Cozy Powell, Chris Thompson, Dave Edmunds, |David Copperfield, Gary Cherone, George Benson, George Duke, Jack Bruce, Joe Cocker, Joe Satriani, Joe Walsh, John McLaughlin, Keith Richards, Larry Coryell, Maggie Ryder, Mike Moran, Miriam Stockley, Nathan East, Neil Murray, Paco de Lucía, Phil Manzanera, Paul Rodger, Rick Wakeman, Rickie Lee Jones, Richard Thompson, Robert Cray, Roger McGuinn, Roger Waters, Stanley Clarke, Steve Cropper, Steve Vai, Steve Ferrone, The Miami Horns.

## Twórcy
- Reżyseria: Peter Lydon
- Zdjęcia: Andy Fairgreave, Bryan Hall, Andy Muggleton, Matthew Shard
- Grafika: Markell Pockett
- Montaż: David Head, Andy Kemp, on-line Bill Cullen
- Dźwięk: Phil Manzanera, Marc Hatch
- Dubbing:Richard Lambert
- Produkcja: Tribute Productions, Tony Hollingsworth, Arturo Vega, Francesco Boserman, Alison Burgh, Peter Lydon, Murray Boland, Marek Szpendowski[4], Małgorzata Rodziewicz Lasse Olsson, Art-B: Bogusław Bagsik, Andrzej Gąsiorowski[1].